# Eurycope sandersi
Eurycope sandersi är en kräftdjursart som beskrevs av Wilson 1982. Eurycope sandersi ingår i släktet Eurycope och familjen Munnopsidae. Inga underarter finns listade i Catalogue of Life.